# 五十嵐富夫
五十嵐 富夫（いがらし とみお、1916年 - 1998年12月16日）は、日本の歴史家、地方史研究家。群馬県伊勢崎市生まれ。東京高等師範学校卒、同研究科歴史科修了。群馬県立太田高等学校校長、群馬女子短期大学助教授、教授。群馬県を中心とした近世の街道、女性史で業績があった。

## 著書
- 縁切寺の研究 徳川満徳寺の寺史と寺法 西毛新聞社 1967
- 近世吾妻の商品流通 その史的考察 西毛新聞社 1969
- 縁切寺 柏書房 1972
- 近世関所制度の研究 有峯書店 1975
- 日光例幣使街道 柏書房 1977.3
- 飯盛女 宿場の娼婦たち 新人物往来社 1981.1
- 三国峠を越えた旅人たち 吾妻書館 1983.5 （ぐんま歴史新書）
- 日本女性文化史 吾妻書館 1984.5
- 図説伊勢崎・佐波の歴史 あかぎ出版 1985.8 （群馬県の歴史シリーズ）
- 日本紀行文学の研究 生活・交通・民俗的考察 柏書房 1986.4
- 近世関所の基礎的研究 中山道碓氷関所を中心として 多賀出版 1986.11
- 瞽女 旅芸人の記録 桜楓社 1987.2
- 駈込寺 女人救済の尼寺 1989.4 （塙新書）

## 参考
- 「飯盛女」著者略歴
- 「駈込寺」同